# Tanz der Hexen
Tanz der Hexen ist ein US-amerikanischer Spielfilm von Larry Cohen aus dem Jahr 1989. Die Schauspielerin Bette Davis (1908–1989) hat in Tanz der Hexen ihren letzten Filmauftritt.

## Handlung
Das Ehepaar Jenny und Steve Fisher kehrt aus dem Urlaub zurück. Jennys verwitweter Vater Sam stellt den Heimkehrenden zur Begrüßung seine neue Frau Miranda vor. Die überzeugten Nichtraucher und Vegetarier sind von der Kettenraucherin Miranda, die den gesamten Kühlschrank mit Fleisch gefüllt hat, schockiert. Miranda hat das Zimmer von Sohn Mike bezogen und bringt das Familienleben durcheinander. Sam, der vorher nie Fernsehen geschaut hat, guckt nun täglich Spielshows. Weiterhin wachsen Sam wieder Haare auf dem Kopf. Mirandas Katze verursacht bei Jenny eine allergische Reaktion. Jenny engagiert den Privatdetektiv Nathan Pringle, um herauszufinden was Miranda im Schilde führt. Als Mirandas Tochter Priscilla zu Besuch kommt, verschwindet Miranda. Beide teilen sich eine menschliche Existenz – während die eine ein Mensch ist, muss die andere in Form einer Katze leben.
Priscilla versucht einen Keil zwischen Jenny und Steve zu treiben. Schließlich verführt sie Steve, der jedoch zurückschreckt als Priscilla ein riesiger Katzenschwanz wächst. Priscilla verzaubert Sam, sodass er von nun an jede Frage beantworten kann und erwirkt, dass er bei einer TV-Spielshow als Kandidat teilnimmt und gewinnt. Jenny hat in der Zwischenzeit herausgefunden, dass Miranda und Priscilla Hexen sind und zuvor bereits mehrere andere Familien zunächst zu Reichtum verholfen und anschließend auf wenige Zentimeter Körpergröße geschrumpft haben. Zusammen mit dem entlassenen Lt. MacIntosh, der den Hexen ebenfalls auf der Spur ist, versucht sie dieses Unheil von ihrer Familie abzuwenden. In einem finalen Showdown zwischen Priscilla und Jenny kann Jenny die Hexen mit Unterstützung von Sam, der nach wie vor jede Frage beantworten kann, vertreiben.
In der Schlussszene sieht man Lt. MacIntosh in seinem Auto mit der Katze davonfahren, als das Auto und MacIntosh plötzlich zu schrumpfen beginnen. In Panik steuert MacIntosh das nur noch wenige Zentimeter große Auto über den Highway.

## Hintergrund
Bette Davis zog sich nach Beginn der Dreharbeiten vorzeitig aus dem Filmprojekt zurück, sodass das Drehbuch umgeschrieben werden musste und die Rolle von Barbara Carrera deutlich mehr Raum erhielt. Über die Gründe von Davis’ Ausstieg gibt es unterschiedliche Angaben. Während Bette Davis Probleme mit dem Drehbuch und Larry Cohens Regiearbeit anführte, glaubte Cohen, dass Davis’ nachlassende Gesundheit der wahre Grund für ihren Ausstieg war.
Als Jennys verstorbene Mutter ist auf Fotos die Schauspielerin Joan Crawford zu sehen. Die Fehde zwischen Joan Crawford und Bette Davis ist in der Vergangenheit immer wieder Gegenstand medialer Berichterstattung gewesen.
Der 1989 im Deutschen als Tanz der Hexen 2 betitelte italienische Film Streghe, auch als Witch Story bekannt, ist keine Fortsetzung dieser Produktionen.

## Kritik
Das Lexikon des internationalen Films urteilte, der Horrorfilm reichere das „Genre mit komischen Elementen“ an und unternehme den Versuch, das Genre „zur Gesellschaftskomödie“ werden zu lassen. Jedoch würden „Klamauk und plumpe Zitate“ den Grusel und die Komik verhindern.